# 152
Cette page concerne l'année 152  du calendrier julien. Pour l'année 152 av. J.-C., voir 152 av. J.-C. Pour le nombre 152, voir 152 (nombre).
L'année 152 est une année bissextile qui commence un vendredi.

## Événements
- Fin des campagnes régulières commencées en 144 de l'armée romaine en Maurétanie ; l'ordre est rétabli[1].
- Insurrection des campagnes égyptiennes (152-153)[2], qui coûte la vie au préfet d’Égypte.

## Naissances en 152
- Bao Xin, général chinois.